# Thomas Chalmers Vint
Thomas Chalmers Vint est un architecte américain né le 15 août 1894 à Salt Lake City et mort le 26 octobre 1967 à Tucson. Il est connu pour plusieurs bâtiments réalisés pour le National Park Service, en particulier dans le parc national du mont Rainier.

## Quelques réalisations
- District historique de The Caverns, au Nouveau-Mexique
- Hilina Pali Shelter, à Hawaï
- Longmire Administration Building, dans l'État de Washington
- District historique de Pine Creek Residential, dans l'Utah
- Sunrise Comfort Station (S-005), dans l'État de Washington
- Sunrise Comfort Station (S-310), dans l'État de Washington
- Sunrise Visitor Center, dans l'État de Washington
- Timber Creek Road Camp Barn, dans le Colorado
- Yakima Park Stockade Group, dans l'État de Washington